# Lobshagen 5/6 (Stralsund)
Das Haus Lobshagen 5/6 in Stralsund ist ein denkmalgeschütztes Bauwerk in der Straße Lobshagen. 
Die Reihe niedriger, traufständiger Fachwerkhäuser ist von der Straße aus durch einen Gang erschlossen. Es ist eine der letzten Gangbebauungen in Stralsund. Sie lässt sich hier bis ins 17. Jahrhundert und wahrscheinlich noch weiter zurückverfolgen. Sie dienten ursprünglich als Unterkunft ärmerer Bevölkerungsschichten. Das westliche Ganghaus wurde im Jahr 1891 zu einer Böttcherwerkstatt umgebaut.
Das Hofgebäudes des Hauses im Kerngebiet des von der UNESCO als Weltkulturerbe anerkannten Stadtgebietes des Kulturgutes „Historische Altstädte Stralsund und Wismar“ ist in die Liste der Baudenkmale in Stralsund eingetragen.